# Leucocortinarius
Leucocortinarius là một chi nấm trong họ Tricholomataceae. Đây là chi đơn loài, chứa một loài Leucocortinarius bulbiger, được tìm thấy ở Europe.